# Stazione di Malines
La stazione di Malines (Mechelen) (in olandese Station Mechelen) è la stazione ferroviaria principale della città belga di Mechelen.